# Freek in het wild
Freek in het wild, afgekort FIHW, is een Nederlands televisieprogramma, gemaakt in coproductie door de VPRO en Nuts&Friends Media en uitgezonden op Zapp. 
De regie, productie & eindredactie zijn van Herco van Houdt van Nuts&Friends Media. Oorspronkelijk was het een tv-onderdeel van het kinderblok Villa Achterwerk.
In het programma laat bioloog Freek Vonk in Zuid-Afrika, Zambia, Indonesië en het Surinaamse regenwoud zeldzame diersoorten zien. Ook geeft hij tips om te overleven in de meest afgelegen, ruige en onherbergzame plekken.
In 2014 werd het programma genomineerd voor een Gouden Stuiver. Deze prijs werd echter gewonnen door Checkpoint. Een jaar later won het programma onder de naam Freeks wilde wereld alsnog de Gouden Stuiver.